# Ungdomseuropamästerskapet i volleyboll för flickor
Ungdomseuropamästerskapet (U17) i volleyboll för flickor hade premiär 1995. Tävlingen arrangeras av Confédération Européenne de Volleyball. Fram till 2017 var tävlingen för spelare yngre än 18 år, numera är det spelare yngre än 17 år. För äldre spelare finns junioreuropamästerskapet i volleyboll för damer (U19). På världsmästerskapsnivå finns ungdomsvärldsmästerskapet i volleyboll för flickor (U18).
Ryssland är med fem segrar det lag som vunnit flest gånger.

## Upplagor
| Upplaga              | Podium    | Podium        | Podium                 |
| Upplaga              | Guld      | Silver        | Brons                  |
| -------------------- | --------- | ------------- | ---------------------- |
| 1995 mer information | Italien   | Ryssland      | Slovakien              |
| 1997 mer information | Ryssland  | Kroatien      | Polen                  |
| 1999 mer information | Polen     | Nederländerna | Ryssland               |
| 2001 mer information | Italien   | Polen         | Belarus                |
| 2003 mer information | Kroatien  | Italien       | Serbien och Montenegro |
| 2005 mer information | Ukraina   | Ryssland      | Italien                |
| 2007 mer information | Tyskland  | Serbien       | Italien                |
| 2009 mer information | Belgien   | Serbien       | Italien                |
| 2011 mer information | Turkiet   | Italien       | Serbien                |
| 2013 mer information | Polen     | Italien       | Turkiet                |
| 2015 mer information | Ryssland  | Serbien       | Belgien                |
| 2017 mer information | Ryssland  | Italien       | Belarus                |
| 2018 mer information | Ryssland  | Italien       | Turkiet                |
| 2020 mer information | Ryssland  | Turkiet       | Serbien                |
| 2022 mer information | Italien   | Turkiet       | Tyskland               |
| 2024 mer information | Bulgarien | Belgien       | Italien                |

## Medaljörer
| Pos. | Lag                    | Guld | Silver | Brons |
| ---- | ---------------------- | ---- | ------ | ----- |
| 1    | Ryssland               | 5    | 2      | 1     |
| 2    | Italien                | 3    | 5      | 4     |
| 3    | Polen                  | 2    | 1      | 1     |
| 4    | Turkiet                | 1    | 2      | 2     |
| 5    | Belgien                | 1    | 1      | 1     |
| 6    | Kroatien               | 1    | 1      | -     |
| 7    | Tyskland               | 1    | -      | 1     |
| 8    | Bulgarien              | 1    | -      | -     |
|      | Ukraina                | 1    | -      | -     |
| 10   | Serbien                | -    | 3      | 2     |
| 11   | Nederländerna          | -    | 1      | -     |
| 12   | Belarus                | -    | -      | 2     |
| 13   | Serbien och Montenegro | -    | -      | 1     |
|      | Slovakien              | -    | -      | 1     |